# Imran Sherwani
Imran Ahmed Khan Sherwani (Stoke-on-Trent, 21 mei 1955) is een hockeyer uit het Verenigd Koninkrijk. Sherwani speelde 49 interlands voor het Engelse elftal en ook nog 45 interlands voor Britse hockeyelftal.
De Olympische Spelen 1984 miste Sherwan vanwege een blessure.
In 1986 verloor Sherwan de finale van het Wereldkampioenschap met 2-1 van Australië.
Sherwani speelde op de linkerflank en maakte tijdens de Olympische Spelen 1988 in totaal drie doelpunten waarvan twee in de finale tegen West-Duitsland, mede door deze doelpunten won Groot-Brittannië de finale met 3-1.

## Erelijst
- 1986 -  Wereldkampioenschap in Londen
- 1986 - 4e Champions Trophy in Karachi
- 1987 - 4e Champions Trophy in Amstelveen
- 1987 -  Europees kampioenschap in Moskou
- 1988 –  Olympische Spelen in Seoel